# 愛国派 (ポーランド)

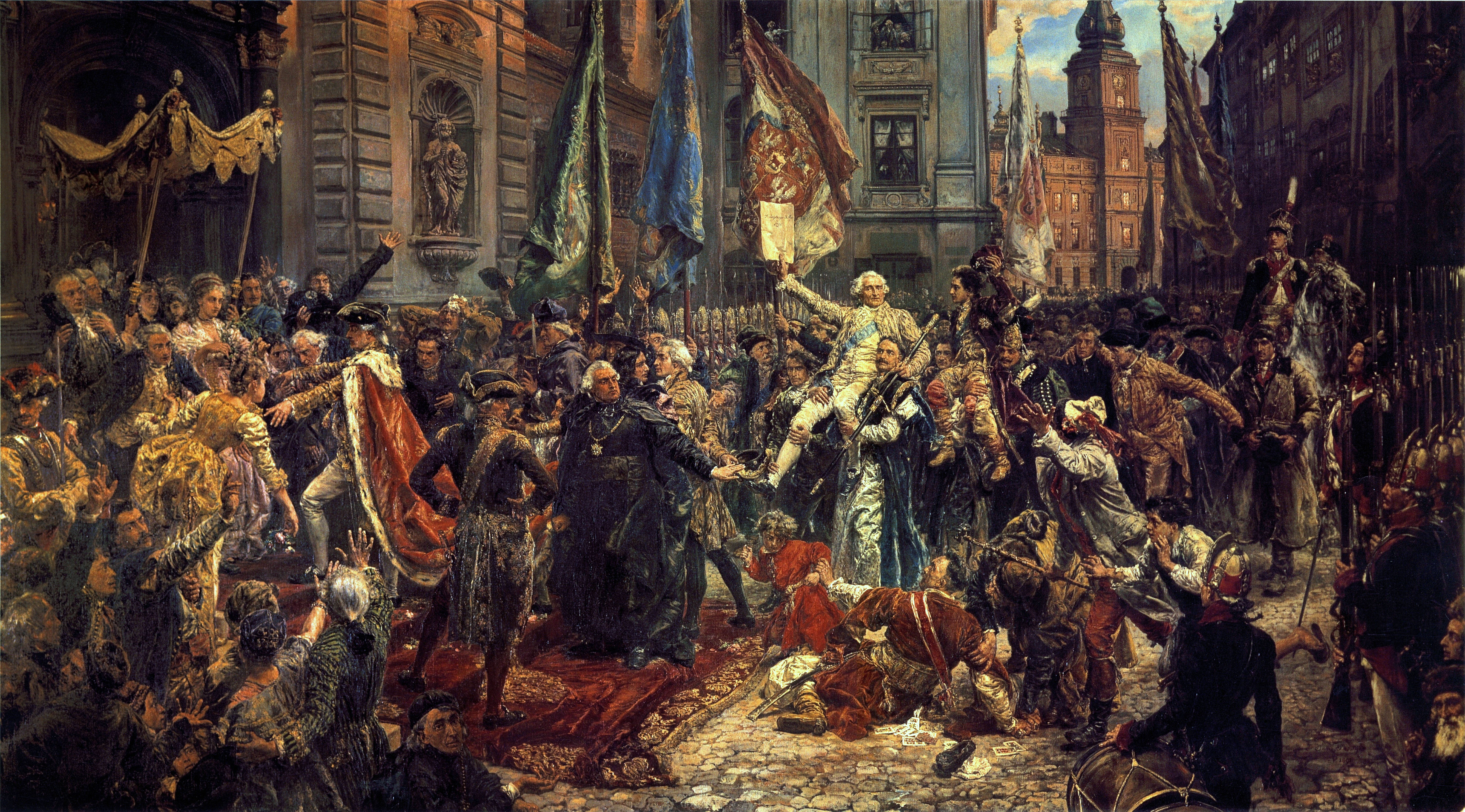
1791年5月3日憲法（ヤン・マテイコ画）

愛国派または愛国党 (ポーランド語: Stronnictwo Patriotyczne)、改革派は、18世紀末のポーランド・リトアニア共和国で開かれた四年セイム(1788年 – 92年)における政治運動、派閥。自由主義改革を推進し、1791年に5月3日憲法を打ち立てた。愛国派の改革主義者たちの狙いは、共和国の政治機構を再建し、軍事力を強め、ロシア帝国など近隣の強国の脅威に対抗することであった。ポーランド初の政党と見なされているが、公式な政党組織が存在したわけではない。彼らは同時期に発生したフランス革命に触発され、オランダの愛国派（パトリオッテン）に敬意を表して同じ名を名乗った。
一時は5月3日憲法の成立など大きな成果を収めたが、1792年のポーランド・ロシア戦争でロシアとタルゴヴィツァ連盟の連合軍に敗れ解散、彼らの改革は水泡に帰した。愛国派の指導者たちは1794年のコシチュシュコの蜂起で最後の抵抗を試みたが、これも失敗に終わり、1795年の第三次ポーランド分割で国家が消滅した後は、多くが他国へ亡命した。

## 歴史

### 背景
ポーランドにおける改革運動の交流の背景には、18世紀ポーランド・リトアニア共和国の急速な衰退があった。ほんの1世紀前までのポーランドは、ロシアを除いてヨーロッパ大陸最大の版図を誇る有力国家であった。17世紀前半までに、この国ではマグナート（大貴族）がセイム（議会）を通じて国王に勝る権力を手にし、自身の特権を脅かしうるとみなした改革案をすべて握りつぶしてきた（黄金の自由）。この構造を決定的なものにしたのが、17世紀半ばに成立した自由拒否権（リベルム・ヴェト）である。これは、そのセイム内で成立した法を、セイムの議員なら誰でも無効化することが出来るというものだった。マグナートらは、「黄金の自由」を守ろうとしたり、また諸外国に買収されたりして、自由拒否権を濫用し、改革の目をつぶし続けた。これにより、ポーランドの政府機能は一世紀にわたり麻痺した状態が続いていた。国家が事実上崩壊した様は、「ポーランド無政府状態」と呼ばれた。
スタニスワフ2世アウグスト (在位: 1764–95)の時代、ポーランドに啓蒙思想が流入し、開花した。これに乗じてスタニスワフ2世は、財務省や軍務省を創設したり、関税を設定したりと慎重に改革を推し進めた。しかし、こうしたポーランド王と中央政府の強大化は、国内のマグナートのみならず、諸外国にとっても大きな脅威となった。スタニスワフ2世は、進歩的なマグナートのチャルトリスキ家の後押しを受けて、さらなる改革を推し進めた。
1772年、ロシア、プロイセン、ハプスブルク帝国によるポーランド分割が始まった。この事態に、多くのポーランド人は、改革を成功させなければ、ポーランドは地上から消滅してしまうという危機意識を持つようになった。第一次分割が起きる前においても、バール連盟のミハウ・ヴィエルホルスキがパリでフランスのフィロゾーフでガブリエル・ボノ・ド・マブリやジャン＝ジャック・ルソーらに会い、ポーランドの新憲法制定に関する助言を求めている。マブリは1770年から1771年にかけてポーランドの政府と法に関する見解をDu gouvernement et des lois de la Pologneにまとめ、ルソーも1771年に『ポーランド統治論』（Considérations sur le gouvernement de Pologne）を書いた。
1788年10月6日に始まった四年セイムでは、進歩的な議員たち、すなわち愛国派が主導権を握った。この時、プロイセンはフランスと、ロシア・ハプスブルク帝国はオスマン帝国と戦争中で、さらにこれらの国は国内にも火種を抱えており、ポーランド情勢に介入する余力を持っていなかった。さらに1790年、ポーランドはプロイセンと不可侵同盟を結び、最大の敵ロシアへの備えは万全と思われた。

### 改革の成功
四年セイム中、ポーランドを改革してロシアの支配から脱却しようとはかる人々により愛国派が形成された。彼らの目的は抜本的な改革法をつくり、セイムを通過させることだった。具体的には、マグナートとロシアが力を握っている常設評議会を廃止し、ポーランド軍を再拡張することを目指した。組織的には、彼らはほぼ同時進行していたフランス革命における革命政府を手本としていた。
愛国派は、ポーランド・リトアニアのあらゆる階層から支持を受けた。マグナートの中にも支持者がいたし、聖界でもカトリック啓蒙主義を掲げるエスコラピオス修道会が愛国派の急進的左派を応援していた。一口に愛国派と言っても、内側には様々な方向性を持った派閥が存在していた。イグナツィ・ポトツキ、スタニスワフ・コストカ・ポトツキ、アダム・カジミェシュ・チャルトリスキら進歩派マグナートからなる愛国派右派は、プロイセンとの同盟を主張してスタニスワフ2世と対立した。一方でスタニスワフ・マワホフスキら中道派は、スタニスワフ2世との連携を重んじた。そしてフーゴ・コウォンタイ率いる政治クラブ「コウォンタイの鍛冶場」から発展した愛国派の急進左派（ポーランド・ジャコバン派）は、首都ワルシャワ市民の支持を当てにしていた。
コウォンタイの鍛冶場は改革運動の中でも特に著名で活発な勢力で、政治的な扇動者とすら評された。彼らはフーゴ・コウォンタイの著した『政治法』をもとに新憲法の制定を主張し、四年セイムの流れを憲法制定へと向かわせることになった。
1790年、愛国派はついに王の後ろ盾を得た。スタニスワフ2世自身が改革派に参加したのである。これによって改革派は、四年セイムの中で、行政改革、常設評議会の廃止、ポーランド軍の10万人規模への拡大、教会や貴族への所得課税といった改革を次々と成立させていくことが出来た。そして1791年、愛国派の最大の功績である5月3日憲法が成立した。これは自由拒否権を廃止して議会を正常化するとともに、世襲王制を復活させて王の権力を強めようとするものだった。この憲法は最初期の近代憲法の一つであるとともに、フランスに続いて啓蒙思想を一般の人々の間にまで浸透させようとする試みだった。憲法成立後、愛国派は「政府憲法の友協会」(Zgromadzenie Przyjaciół Konstytucji Rządowej)を組織し、これまでに成立した改革を護持するとともに、経済へも改革を広げていこうとした。この協会は、愛国派とともにポーランド最初の政党と呼ばれることがある。
1791年から1792年にかけて、ナロドヴァ・オプツァ（国内外）新聞が愛国派を支援し、非公式ながらその広報紙のような役割を果たした

### 抵抗と頓挫、滅亡
スタニスワフ・シュチェンスヌィ・ポトツキ、フランチシェク・クサヴェリ・ブラニツキ、セヴェルィン・ジェヴスキら反改革派は、いわゆるヘトマン派(Stronnictwo hetmańskie)を形成していた。彼らは次いで黄金の自由と枢機卿法を守るためタルゴヴィツァ連盟を結成し、ロシアに支援を求めた。ロシアのエカチェリーナ2世も、5月3日憲法がポーランドを必要以上に強大化させてしまうだけでなく、ロシア国内に悪影響を及ぼして絶対王政を揺るがしかねないと危惧していたため、ただちにタルゴヴィツァ連盟を認めた。
1792年、タルゴヴィツァ連盟・ロシア軍はポーランドに侵攻し、スタニスワフ2世と改革派を破った（ポーランド・ロシア戦争）。この後のグロドノ・セイムで5月3日憲法は廃止され、ポーランド国家も第二次分割を受けて滅亡の瀬戸際に立たされた。フーゴ・コウォンタイ、イグナツィ・ポトツキ、スタニスワフ・マワホフスキら改革派の中心人物は国外へ亡命し、反撃の機会をうかがった。そして1794年、彼らはタデウシュ・コシチュシュコを中心としてコシチュシュコの蜂起を起こし、ロシアへの最後の抵抗を試みた。この蜂起が失敗したことで、1795年に第三次ポーランド分割が行われ、ポーランド・リトアニア共和国は消滅した。ここに、改革派によるポーランド復活の試みは完全に無に帰した。

## 主なメンバー

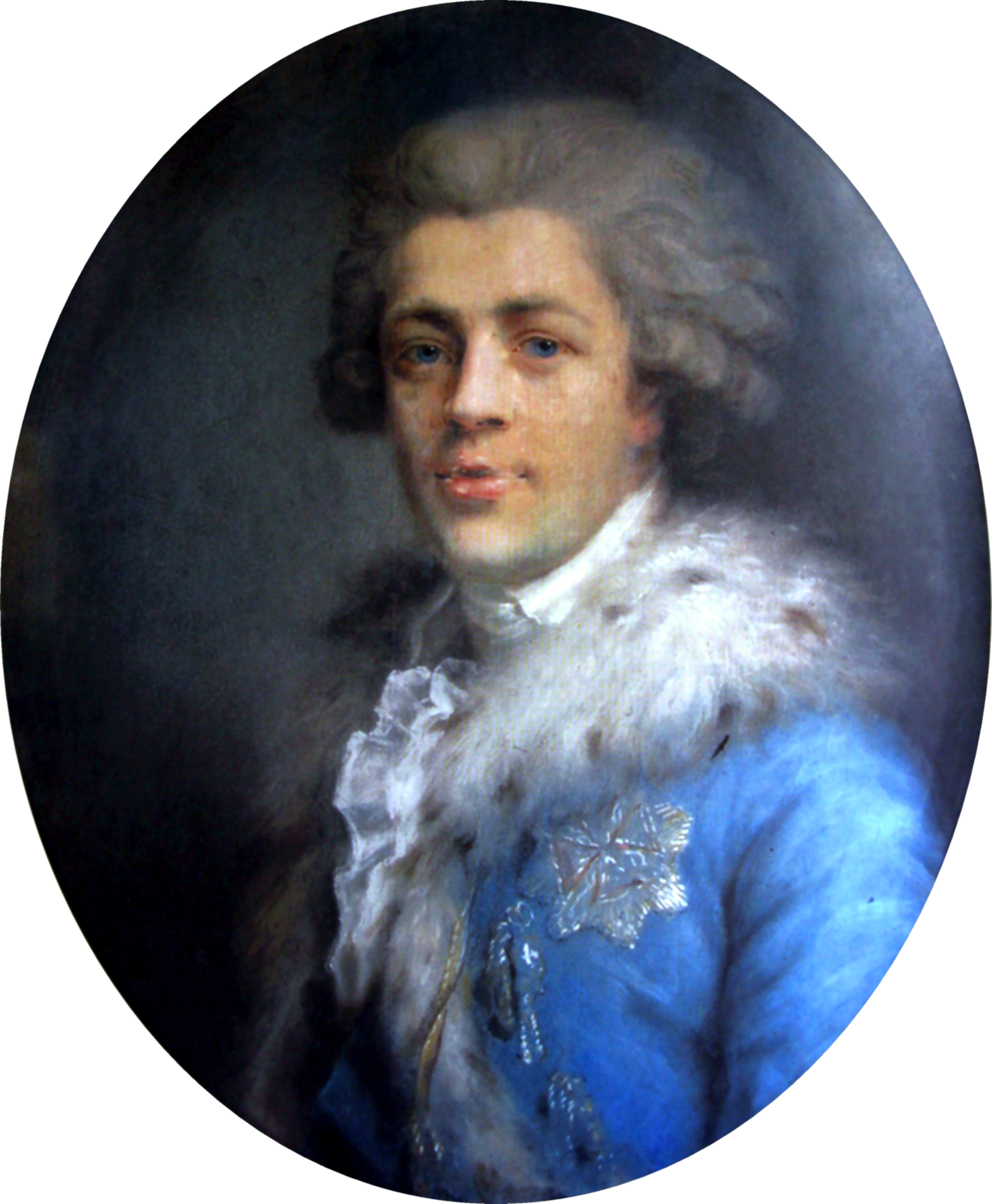
イグナツィ・ポトツキ
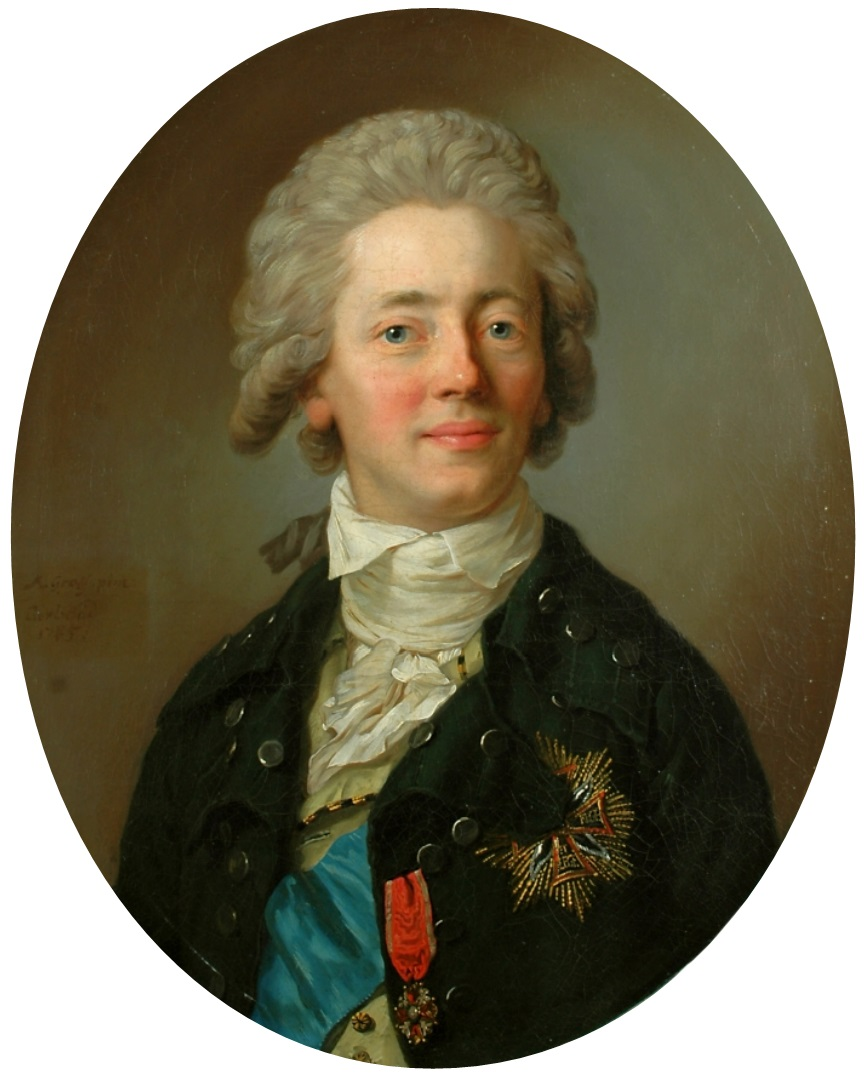
スタニスワフ・コストカ・ポトツキ
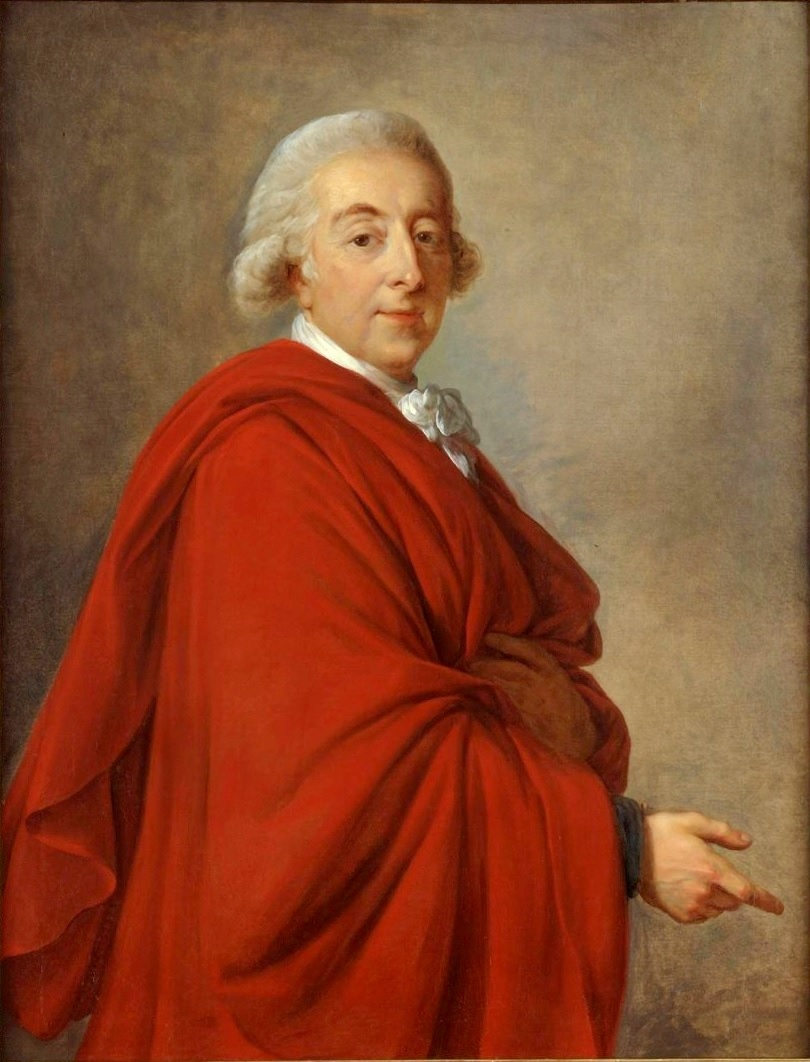
アダム・カジミェシュ・チャルトリスキ
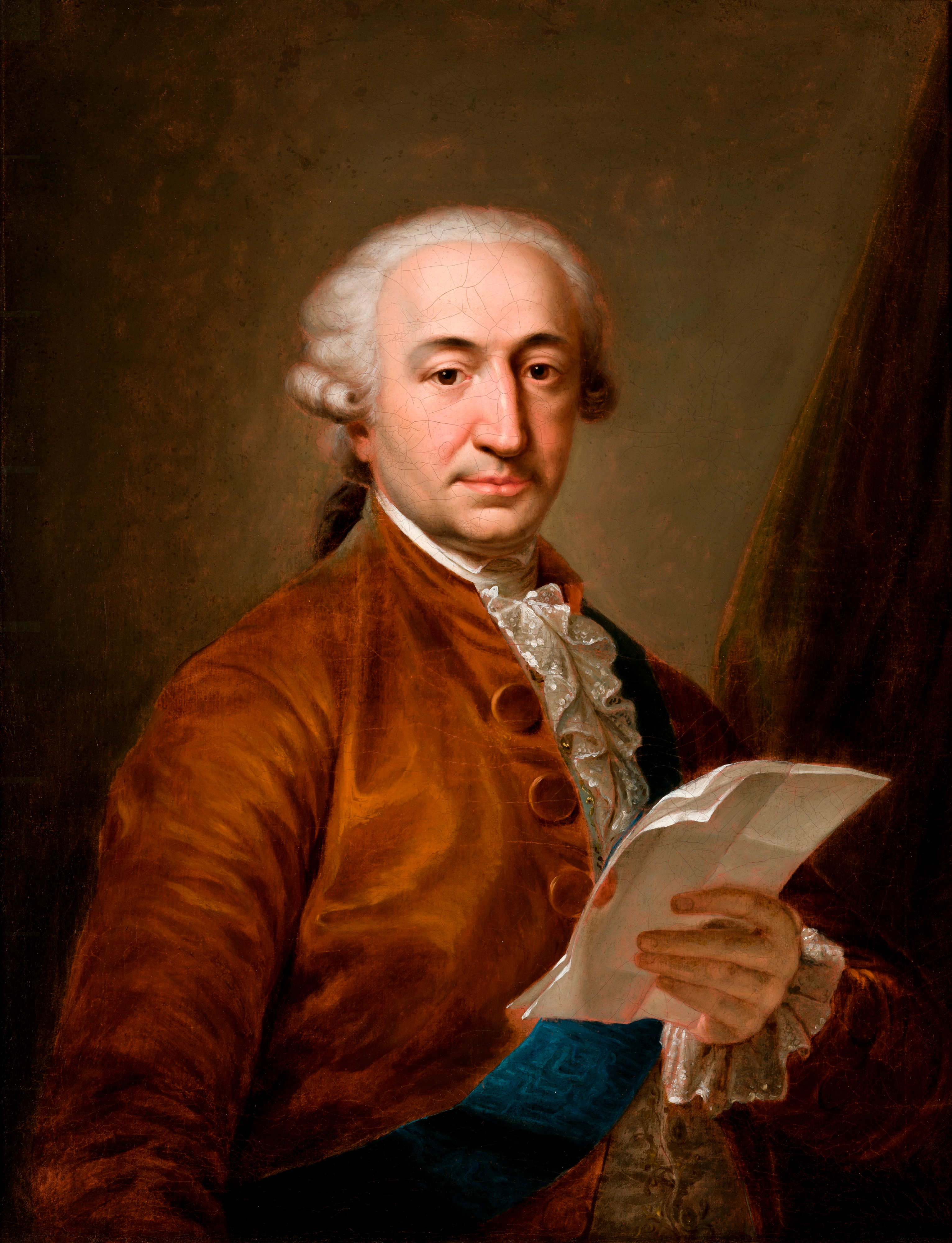
スタニスワフ・マワホフスキ
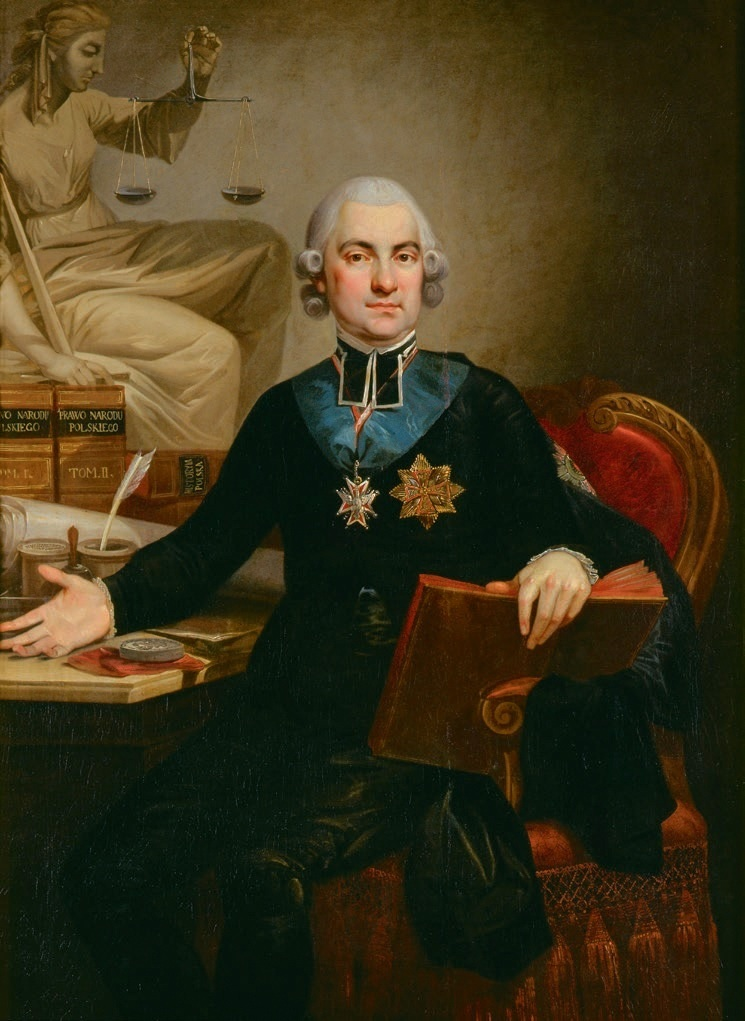
フーゴ・コウォンタイ